# Wolfgang Buchholz
Wolfgang Buchholz (* 24. August 1934 in Meseritz; † 17. Juni 2023) war ein deutscher Politiker (FDP). Er war von 1990 bis 1994 Mitglied im Landtag Sachsen-Anhalt.

## Ausbildung und Leben
Wolfgang Buchholz studierte nach dem 1953 abgelegten Abitur an der philosophischen Fakultät der Martin-Luther-Universität Halle-Wittenberg 1953 bis 1957 Geschichte und schloss das Studium als Diplomhistoriker ab. 1957 bis 1972 war er Leiter des Kreisheimatmuseums Burg bei Magdeburg. 1972 wurde er wissenschaftlicher Mitarbeiter am Kulturhistorischen Museum Magdeburg.
Wolfgang Buchholz war verheiratet und hat eine Tochter.

## Politik
Wolfgang Buchholz trat 1962 der LDPD bei. Nach der Wende wurde er 1990 Mitglied des Landesvorstandes der FDP Sachsen-Anhalt.
Er wurde bei der ersten Landtagswahl in Sachsen-Anhalt 1990 über die Landesliste in den Landtag gewählt. Im Landtag war er stellvertretender Vorsitzender der FDP-Fraktion und war Mitglied im Innenausschuss, im Petitionsausschuss, im Justizausschuss, sowie im Ausschuss für Recht und Verfassung und im Zweiten Untersuchungsausschuss. Im Justizausschuss wirkte er als stellvertretender Vorsitzender. Dieses Amt bekleidete er auch von 1992 bis 1995 in der parlamentarischen Kontrollkommission. Er gehörte außerdem von 1993 bis 1994 der Enquete-Kommission Verwaltungsreform an.